# Игор Лукшич
Игор Лукшич (на черногорски: Igor Lukšić) е черногорски политик и държавник, министър-председател на Черна гора (2010 - 2012). Преди това е бил министър на финансите и вицепремиер в правителството на Черна гора.

## Биография
Игор Лукшич е роден в град Бар, Югославия. Завършва основно училище и гимназия в родния си град. Семейството на Лукшич следва класическия модел на югославската работническа класа. Единият му дядо е бил машинист на влак, другият - капитан на армията, който се присъединява към партизаните, когато Италия окупира Черна гора през 1941 година. Баща му е морски инженер, сега – технически директор на корабната компания Бар, която организира кораб за спасяване на черногорци и други етноси от Либия. Докато расте, Лукшич има желание да продължи кариера в дипломацията или медицината, но точно преди да заеме мястото си в Черногорския университет, той се насочва към икономика.
Лукшич е завършил икономическия факултет на Университета на Черна гора в Подгорица на 10 юни 1998 г. През 1999 г. посещава Дипломатическата академия във Виена, а през 2000 г. завършва следдипломното си образование в Университета на Черна гора. В същата институция той получава магистърска степен на 3 октомври 2002 г. на тема: „Спонтанен ред и преход“ и докторска степен на 10 септември 2005 г. на тема: „Преходът - процесът на постигане на икономически и политически свободи“. Освен че говори родния си черногорски език, той говори и английски, френски и италиански. Лукшич е женен за Наташа Лукшич и има две дъщери, Софи и Дария и син Алексей.

## Политическа кариера
Лукшич е избран за първи път в парламента на Черна гора през 2001 г. В периода от януари до април 2003 г. той е съветник по връзките с обществеността на министър-председателя. От март 2003 г. до февруари 2004 г. той е заместник-министър на външните работи на Сърбия и Черна гора. От февруари 2004 г. той изпълнява пет мандата като финансов министър и два мандата като вицепремиер от декември 2008 г.